# De Martinis
La De Martinis & C. è stata una casa editrice italiana, attiva dal 1993 al 1995.

## Storia
La De Martinis & C. venne fondata verso la fine del 1992 a Catania, da Fortunata De Martinis e un gruppo di amici, con l'idea di pubblicare autori dell'area mediterranea.
Tra i fondatori vi era il filosofo Manlio Sgalambro, che ricoprì anche il ruolo di direttore editoriale per la saggistica.
Nei tre anni di attività, la casa editrice pubblicò ventisette libri, tra i quali Contro la musica e Dialogo sul comunismo dello stesso Sgalambro, Ispirazioni mediterranee di Paul Valéry, La commissione e Quell'odore di Sonallah Ibrahim, Su Nietzsche di Gabriele D'Annunzio, Riflessioni sulla menzogna politica di Alexandre Koyré e Mantrana di Ernst Jünger e Klaus Ulrich Leistikov.

## Collane

### I saggi
- Julien Benda, Saggio di un discorso coerente sui rapporti tra Dio e il mondo, 1993, ISBN 88-8014-000-0, a cura e postfazione di Manlio Sgalambro, traduzione di Luisa Fiorello (da Essai d'un discours cohérent sur les rapports de Dieu et du monde)
- Giuseppe Rensi, La filosofia dell'autorità, 1993, ISBN 88-8014-003-5, risvolto di Manlio Sgalambro
- Giulio Cesare Vanini, Confutazione delle religioni, 1993, ISBN 88-8014-006-X, prefazione (Vanini e l'empietà) di Manlio Sgalambro, traduzione di Anna Vasta (da De admirandis naturæ reginæ deæque mortalium arcanis)
- Andrea Damiano, Rosso e grigio, 1995, ISBN 88-8014-020-5, nota di Giuseppe Raciti

### Biblioteca mediterranea
- Sonallah Ibrahim, La commissione, 1993, ISBN 88-8014-001-9, traduzione di Daniele Mascitelli (da Al-lajnah)
- Malek Chebel, La Circoncision. Dalle origini ai giorni nostri, 1993, ISBN 88-8014-004-3, traduzione di Giuliana Cutore (da Histoire de la circoncision des origines à nos jours)
- Fawzi Mellah, Elissa, la regina errante, 1993, ISBN 88-8014-005-1, traduzione di Luisa Fiorello (da Elissa, la reine vagabonde)
- Edmond Amran El Maleh, Mille anni, un giorno, 1994, ISBN 88-8014-010-8, traduzione di Fiorano Rancati (da Mille ans, un jour)
- Sonallah Ibrahim, Quell'odore, 1994, ISBN 88-8014-011-6, traduzione di Tiziana Di Perna (da Tilka al-rā'ihah)
- Ferit Edgü, Un inverno ad Hakkâri, 1995, ISBN 88-8014-018-3, traduzione di Petek Kurtböke-Marta Alessandri (da Hakkâri de bir mevsin)
- Ibrahim Al-Koni, L'oro, 1995, ISBN 88-8014-022-1, traduzione di Maria Avino (da Al-tibr)

### N.D.
- Paul Valéry, Ispirazioni mediterranee, 1993, a cura e traduzione di Bruno Lumi (da Inspirations Méditerranéennes)
- Borislav Pekić, Come placare il vampiro, 1993, ISBN 88-8014-002-7, traduzione di Alice Parmeggiani (da Kako upokojiti vampira)
- Bernardo Gentile Cusa, Città di Catania. Piano regolatore pel risanamento e per l'ampliamento della città di Catania, 1994, interventi di Enzo Bianco-Pier Luigi Cervellati-Tino Vittorio
- Antonino Radice, Risorgimento perduto. Origini antiche del malessere nazionale, 1995, ISBN 88-8014-023-X, prefazione di Giancarlo Vigorelli

### I caratteri
1. Manlio Sgalambro, Contro la musica, 1993, ISBN 88-8014-007-8
2. Gabriele D'Annunzio, Su Nietzsche, 1994, ISBN 88-8014-008-6, a cura di Davide Valenti
3. Giuseppe Raciti, Feste segrete, 1994, ISBN 88-8014-009-4
4. Jacques-Bénigne Bossuet, Trattato della concupiscenza, 1994, ISBN 88-8014-012-4, prefazione (Piccola glossa al Trattato della concupiscenza) di Manlio Sgalambro, traduzione di Gloria Beltrani (da Traité de la concupiscence)
5. Giuseppe Frazzetto, Museo. Aporia dell'immagine, 1994, ISBN 88-8014-013-2
6. Giuseppe Tornatore, Una pura formalità, 1994, ISBN 88-8014-014-0, prefazione (Breve introduzione) di Manlio Sgalambro, collaborazione ai dialoghi di Pascal Quignard
7. Alexandre Koyré, Riflessioni sulla menzogna politica, 1994, ISBN 88-8014-015-9, prefazione di Salvatore Silvano Nigro, a cura e traduzione di Bruno Lumi (da Réflexions sur le mensonge), risvolto di Manlio Sgalambro
8. Ornella Rota, Olio, acqua, cotone. Laiche e islamiche ad Algeri, 1995, ISBN 88-8014-016-7, prefazione di Ahmed Ben Bella
9. Ernst Jünger-Klaus Ulrich Leistikov, Mantrana. Un gioco, 1995, ISBN 88-8014-017-5, a cura e prefazione (Il collezionista e la natura) di Michele Cometa, risvolto di Manlio Sgalambro
10. Giovanni Gentile, L'atto del pensare come atto puro, 1995, ISBN 88-8014-021-3, prefazione (Gentile e il tedio di pensare) di Manlio Sgalambro
11. Manlio Sgalambro, Dialogo sul comunismo, 1995, ISBN 88-8014-019-1

### Fuoripista
- Philippe Frey, Nomade bianco. Il Sahara da Est a Ovest in solitaria, 1995, ISBN 88-8014-024-8, traduzione di Bruno Lumi (da Nomad blanc)